# Karkopf
Le Karkopf est une montagne culminant à 1 460 mètres d'altitude dans le massif des Alpes de Berchtesgaden, dans le chaînon du Lattengebirge.

## Géographie
Il est le sommet le plus élevé du chaînon. Il se situe à la frontière entre les communes de Schneizlreuth à l'ouest et de Bischofswiesen à l'est.

## Ascension
En raison du panorama sur tout le massif, la montagne est une destination de randonnée prisé. On peut voir l'Untersberg, le Hoher Göll et le Watzmann au sud, le Zwiesel et le Hochstaufen au nord. On peut gravir le sommet de différents côtés, par exemple, par le Predigtstuhl ou le Törlschneid à partir de Winkl. La montée par l'Alpgartensteig est une via ferrata avec des échelles, des escaliers et des cordes de sécurité. On peut partir en randonnée jusqu'au sommet à partir de la station de montagne du Predigtstuhlbahn, puis prendre le téléphérique de Bad Reichenhall. De plus, un chemin est possible avec la Steinerne Agnes et le Rotofen.